# Талк
Талк (изведено из персијског преко арапског talq) је минерал по саставу хидратисани магнезијум силикат формуле  или . Талк у праху, често у комбинацији са кукурузним скробом, користи се као пудер за бебе. Овај минерал се користи као средство за згушњавање и мазиво. Састојак је керамике, боја и кровног материјала. Главни је састојак многих козметичких производа. Јавља се као фолиранаста до влакнасте масе, и у изузетно ретком кристалном облику. Има савршен базални расцеп и неравномерну равну фрактуру, и пресвучена је дводимензионалним плочастим обликом.
Мосова скала тврдоће минерала, заснована на поређењу тврдоће огреботина, дефинише вредност 1 као тврдоћу талка, најмекшег минерала. Када се струже по плочици са пругама, талк производи белу пругу; иако је овај индикатор од малог значаја, јер већина силикатних минерала производи белу црту. Талк је провидан до непрозирног, са бојама у распону од беличасто сиве до зелене са стакластим и бисерним сјајем. Талк није растворљив у води, а слабо је растворљив у разблаженим минералним киселинама.

## Настанак
Талк је метаморфни минерал, који настаје метаморфозом магнезијумових минерала, као што су пироксен, амфибол оливин и други слични минерали, у присуству угљендиоксида и воде. Процес је познат као карбонизација талка или стеатизација њим настаје читава серија стена познатих као талкови карбонати.
Талк првенствено настаје хидратацијом и карбонизацијом серпентина, по следећој реакцији:
 +  →  +  + 
Талк такође може да настане у реакцији доломита и силицијумдиоксида, што је типично за скарнификацију доломита силицијумским плављењем у контактним метаморфним ореолима:
 +  +  →  +  + 
Талк се такође може формирати од магнезијум хлорита и кварца у метаморфизму плавог шкриљаца и еклогита следећом метаморфном реакцијом:
Хлорит + Кварц → Кијанит + Талк + H2O
Талк се такође налази као дијагенетски минерал у седиментним стенама где се може формирати трансформацијом метастабилних хидратисаних прекурсора магнезијума и глине као што су керолит, сепиолит или стевензит који могу да се таложе из морске и језерске воде у одређеним условима.
У овој реакцији, однос талка и кијанита зависи од садржаја алуминијума, при чему више алуминијумских стена фаворизује производњу кијанита. Ово је типично повезано са минералима под високим притиском и ниском температуром као што су фенгит, гранат и глаукофан унутар доњих формација плавог шкриљаца. Такве стене су обично беле, ломљиве и влакнасте, и познате су као бели шкриљци.
Талк је триоктаедарски слојевити минерал; његова структура је слична пирофилиту, али са магнезијумом на октаедарским местима композитних слојева. Кристална структура талка је описана као ТОТ, што значи да се састоји од паралелних ТОТ слојева који су слабо повезани један са другим слабим ван дер Валсовим силама. ТОТ слојеви се састоје од два тетраедарска листа (Т) чврсто везана за две стране једног триоктаедарског листа (О). Слаба веза између ТОТ слојева је оно што талку даје савршено базално цепање и мекоћу.
Тетраедарски листови се састоје од силицијумских тетраедара, који су силицијумски јони окружени са четири јона кисеоника. Ови тетраедри деле три од своја четири јона кисеоника са суседним тетраедрима да би произвели хексагонални лист. Преостали јон кисеоника (апикални јон кисеоника) је доступан за везу са триоктаедарским слојем.
Триоктаедарски лист има структуру плоче минерала бруцита. Апикални атоми кисеоника заузимају место неких хидроксилних јона који би били присутни у бруцитном слоју, чврсто везујући тетраедарске плоче са триоктаедарским слојем.
Тетраедарски листови имају негативан набој, пошто је њихов свеукупни састав Si4O104-. Триоктаедарски слој има једнако позитивно наелектрисање, пошто је његов састав Mg3(OH)24+. Комбиновани ТОТ слој је стога електрично неутралан.
Пошто се шестоуглови у Т и О листовима мало разликују по величини, листови су благо изобличени када се повежу у ТОТ слој. Ово разбија хексагоналну симетрију и своди је на моноклинску или триклинску симетрију. Међутим, оригинална хексаедарска симетрија је видљива у псеудотригоналном карактеру кристала талка.
- Поглед на структуру тетраедарског листа талка. Апикални јони кисеоника су обојени ружичасто.
- Поглед на триоктаедарски лист талка. Жуте сфере су хидроксили; плаве су магнезијум. Апикална места везивања кисеоника су бела.
- Кристал талка посматран дуж осе[тражи се извор], гледајући дуж слојева кристала

## Појава
Талк је уобичајен метаморфни минерал у метаморфним појасевима који садрже ултрамафичне стене, као што је стеатит (камен са високим садржајем талка), и унутар метаморфних терана белог шкриљаца и плавог шкриљаца. Главни примери белих шкриљаца укључују фрањевачки метаморфни појас у западним Сједињеним Државама, западноевропски Алпи, посебно у Италији, одређене области Масгрејв блока и неке колизионе орогене, као што су Хималаји, који се протежу дуж Пакистана, Индије, Непала и Бутана.
Ултрамафици карбоната талка су типични за многа подручја архејских кратона, посебно за коматитне појасеве кратона Јилгарн у Западној Аустралији. Ултрамафици талк-карбоната су такође познати из Лакланског преклопног појаса, источне Аустралије, из Бразила, Гвајанског штита и из офиолитских појасева Турске, Омана и Блиског истока.
Кина је кључна светска земља произвођач талка и стеатита са производњом од око 2,2 милиона тона (2016), што чини 30% укупне светске производње. Остали велики произвођачи су Бразил (12%), Индија (11%), САД (9%), Француска (6%), Финска (4%), Италија, Русија, Канада и Аустрија (по 2%).

## Конфликтни минерал
Екстракција у спорним областима провинције Нангархар, у Авганистану, навела је међународну групу за праћење Глобални сведок да прогласи талк конфликтним ресурсом, пошто се профит користи за финансирање оружане конфронтације између Талибана и Исламске државе.

## Употребе
Талк се користи у многим индустријама, укључујући производњу папира, пластике, боје и премаза (нпр. за калупе за ливење метала), гуме, хране, електричне каблове, фармацеутске производе, козметику и керамику. Груба сивкасто-зелена стена са високим садржајем талка је камен стеатит, који се користи за пећи, судопере, електричне разводне табле, итд. Често се користи за површине лабораторијских столова и електричних разводних плоча због своје отпорности на топлоту, струју и киселине.
У фино млевеном облику, талк налази примену као козметички производ (талк у праху), као лубрикант и као пунило у производњи папира. Користи се за превлачење унутрашњости гума и гумених рукавица током производње како би се спречило лепљење површина. Талк у праху, са великом префињеношћу, коришћен је у пудеру за бебе, адстрингентни прах се користи за спречавање пеленског осипа (пеленски осип). Америчка академија за педијатрију препоручује родитељима да избегавају употребу пудера за бебе јер представља ризик од респираторних проблема, укључујући проблеме са дисањем и озбиљно оштећење плућа ако се удише. Мала величина честица отежава њихово задржавање ван ваздуха током наношења праха. Масти на бази цинк оксида су много сигурнија алтернатива.
Стеатит (масивни талк) се често користи као маркер за заваривање или обраду метала.
Талк се такође користи као адитив за храну или у фармацеутским производима као глидант. У медицини, талк се користи као средство за плеуродезу за спречавање поновног плеуралног излива или пнеумоторакса. У Европској унији, број адитива је Е553б. Талк се може користити у преради белог пиринча као средство за полирање у фази полирања.
Због своје ниске чврстоће на смицање, талк је један од најстаријих познатих чврстих мазива. Такође постоји ограничена употреба талка као адитива за смањење трења у уљима за подмазивање.
| Тип | Садржај талка мин. теж. % | Губитак при паљењу на 1000 °C, теж % | Растворљивост у HCl, макс. теж. % |
| --- | ------------------------- | ------------------------------------ | --------------------------------- |
| A   | 95                        | 4 – 6.5                              | 5                                 |
| B   | 90                        | 4–9                                  | 10                                |
| C   | 70                        | 4–18                                 | 30                                |
| D   | 50                        | 4–27                                 | 30                                |

Разматрају се патенти о употреби магнезијум силиката као замене за цемент. Његови производни захтеви су мање енергетски интензивни од обичног портланд цемента (са потребом за загревањем на око 650 °C за талк у поређењу са 1500 °C за кречњак за производњу портланд цемента), док апсорбује много више угљен-диоксида док се стврдњава. Ово резултира негативним угљичним отиском у целини, пошто ова замена за цемент уклања 0,6 тона CO2 по коришћеној тони. Ово је у супротности са позитивним угљичним отиском од 0,4 тоне по тони конвенционалног цемента.

## Безбедност
Појавиле су се сумње да употреба талка доприноси настанку одређених врста болести, углавном рака јајника и плућа. Према IARC-у, талк који садржи азбест је класификован као агенс групе 1 (канцероген за људе), употреба талка у перинеуму је класификована као група 2Б (вероватно канцерогено за људе), а талк који не садржи азбест је класификована као група 3 (некласификовано што се тиче канцерогености код људи). Рецензије агенције Истраживање канцера УК и Америчког друштва за рак закључују да су неке студије пронашле везу, али друге студије нису.
Неколико студија је нашло везу између талка и плућних проблема, рака плућа, рака коже и рака јајника. Један од њих, објављен 1993. године, био је извештај америчког Националног токсиколошког програма, који је објавио да је талк козметичког квалитета који не садржи влакна слична азбесту у корелацији са формирањем тумора код пацова који су били приморани да удишу талк 6 сати дневно, пет дана у недељи. најмање 113 недеља. У раду из 1971. пронађене су честице талка уграђене у 75% проучаваних тумора јајника. Истраживање објављено 1995. и 2000. године закључило је да је могуће да талк може да изазове рак јајника, али нису приказани убедљиви докази. Стручна комисија за преглед козметичких састојака закључила је 2015. да је талк, у концентрацијама које се тренутно користе у козметици, безбедан. У 2018, агенција Здравље Канада издала је упозорење, саветујући да се не удише талк, нити да се користи у женској перинеалној области.

### Индустријски ступањ
У Сједињеним Државама, Управа за безбедност и здравље на раду и Национални институт за безбедност и здравље на раду поставили су лимите професионалне изложености прашини талка која се удише на 2 mg/m3 током осмочасовног радног дана. На нивоима од 1000 mg/m3, удисање талка се сматра непосредно опасним по живот и здравље.

### Квалитет хране
Америчка администрација за храну и лекове сматра да је талк (магнезијум силикат) генерално признат као безбедан (GRAS) за употребу као средство против згрушавања у кухињској соли у концентрацијама мањим од 2%.

### Повезивање са азбестом
Један посебан проблем са комерцијалном употребом талка је његова честа колокација у подземним лежиштима са азбестном рудом. Азбест је општи назив за различите врсте влакнастих силикатних минерала, пожељних у грађевинарству због својих својстава отпорности на топлоту. Постоји шест врста азбеста; најчешћа сорта у производњи, бели азбест, припада породици серпентина. Серпентински минерали су силикати у облику листова; иако није у породици серпентина, талк је такође силикат у облику листова, са два листа повезана магнезијумовим катјонима. Честа колокација наслага талка са азбестом може довести до контаминације ископаног талка белим азбестом, што представља озбиљне здравствене ризике када се распрши у ваздух и удише. Строга контрола квалитета од 1976. године, укључујући одвајање козметичког и прехрамбеног талка од „индустријског“ талка, у великој мери је елиминисала ово питање, али остаје потенцијална опасност која захтева надзор при ископавању и преради талка. Истраживање америчке FDA из 2010. није успело да пронађе азбест у разним производима који садрже талк. Истрага Ројтерса из 2018. године тврди да је фармацеутска компанија Џонсон & Џонсон деценијама знала да има азбеста у њиховом пудеру за бебе, а 2020. године компанија је престала да продаје свој пудер за бебе у САД и Канади. Постојали су позиви највећим акционарима компаније Џонсон & Џонсон да приморају компанију да прекине глобалну продају пудера за бебе и ангажују независну фирму да спроведе ревизију расне правде, јер је био рекламиран Афроамериканкама и гојазним женама. Дана 11. августа 2022, компанија је објавила да ће престати са производњом праха на бази талка до 2023. и заменити га праховима на бази кукурузног скроба. Компанија је саопштила да је прах на бази талка безбедан за употребу и да не садржи азбест.